# 宝幢寺 (京都市右京区)
宝幢寺（ほうどうじ）または興聖禅寺（こうせいぜんじ）は、かつて京都府京都市嵯峨北堀町にあった臨済宗の寺院。山号は覚雄山 。現在は、開山堂鹿王院のみ現存する。

## 歴史

### 臨済宗京都十刹
1379年（康暦元年）足利義満の開基、春屋妙葩を開山とする。
足利義満は夢の中で、今年かならず大病すると告げられた。ただし、一伽藍を建立すれば寿命は延びるとも告げられた。そこで、足利義満は、春屋妙葩を開山として、1379年（康暦元年）に、当初は、興聖禅寺と称した宝幢寺を創建し、つづいて開山堂を建てた。さらに、開山堂の周りに野鹿があつまったことで、開山堂を鹿王院と称した。
1380年（康暦2年）足利義満により準十刹に列せられた後、1386年（至徳3年）5月十刹に列せられ、1386年（至徳3年）7月京都十刹に列せられた。
一休宗純が、12歳の時に、ここで維摩経の講義を聞いている。宝幢寺は、応仁の乱で、焼失して廃絶するが、鹿王院のみ残ったため寛文年間に酒井忠知が再興し、鹿王院を寺名にした。